# الممالك السبع (لعبة حاسوب)
الممالك السبع (بالصينية: 七王國) هي لعبة كمبيوتر إستراتيجية في الوقت الفعلي (RTS) تم تطويرها بواسطة شركة Enlight Software، وصممها Trevor Chan تتيح اللعبة للاعبين التنافس ضد ما يصل إلى ست ممالك أخرى مما يسمح للاعبين بقهر الخصوم من خلال هزيمتهم في الحرب (بالقوات أو الآلات) ، والاستيلاء على مبانيهم مع الجواسيس، أو تقديم أموال للخصوم لمملكتهم. استمرت سلسلة الممالك السبع لتشمل تكملة، الممالك السبع الثانية: حروب فريتان .
في عام 2007 ، أصدرت Enlight عنوانًا آخر في سلسلة Seven Kingdoms: Conquest [الإنجليزية] ، Seven Kingdoms: Conquest [الإنجليزية] .

## مشروع مفتوح المصدر
في أغسطس 2009 ، أصدرت Enlight اللعبة بموجب شروط رخصة جنو العمومية وقدمت موقعًا على الويب على www.7kfans.com للمجتمع.  في عام 2010 ، تم نقل اللعبة إلى الإصدار 1.2 من Simple DirectMedia Layer . مما يسمح لها بالعمل على أنظمة تشغيل أخرى مثل Linux . 
في 4 سبتمبر 2016 ، أصدر المشروع الإصدار 2.14.6. تضمن هذا الإصدار دعم اللوبي الأساسي متعدد اللاعبين لكل من شبكة LAN والتوفيق عبر الإنترنت. تعمل خدمة التوفيق عبر الإنترنت على موقع 7kfans.com وهي مرتبطة بحسابات المستخدمين الحالية من منتديات الموقع. تم تسليم العديد من تغييرات QoL الأخرى وإصلاح الأخطاء مع الإصدار. 

## استقبال

### المبيعات والتقييم
| Seven Kingdoms |       |
| --- | ----- |
| مجموع النقاط المجموع نقاط غيم رانكينغز 85% [ 4 ] نتائج المراجعة نشرة نقاط كمبيوتر غيمنغ ورلد [ 5 ] غيم ريفولوشن C [ 6 ] غيم سبوت 9/10 [ 7 ] بي سي غيمر (الولايات المتحدة) 90% [ 8 ] بي سي زون 68% [ 9 ] |       |
| مجموع النقاط |       |
| المجموع | نقاط  |
| غيم رانكينغز | 85%   |
| نتائج المراجعة |       |
| نشرة | نقاط  |
| كمبيوتر غيمنغ ورلد | [ 5 ] |
| غيم ريفولوشن | C     |
| غيم سبوت | 9/10  |
| بي سي غيمر (الولايات المتحدة) | 90%   |
| بي سي زون | 68%   |